# Matour
 Matour  es una población y comuna francesa, en la región de Borgoña, departamento de Saona y Loira, en el distrito de Mâcon, en el cantón de la Chapelle-de-Guinchay

## Demografía
| 1101 | 1206 | 1207 | 1231 | 1003 | 998 |
| Para los censos de 1962 a 1999 la población legal corresponde a la población sin duplicidades (Fuente: INSEE [Consultar]) |      |      |      |      |     |